# Trijnie Rep
Trijntje Roozendaal - Rep (Oostzaan, 4 december 1950), Trijnie genoemd, is een voormalig Nederlands hardrijdster op de lange- en kortebaan.
Rep behaalde haar grootste successen in 1973 toen ze zilver won op het NK- en EK Allround, brons op het WK Allround. Het jaar ervoor had ze al deelgenomen aan de Olympische Winterspelen 1972. Na het schaatsen ging ze zich richtten op de triatlon en nam onder andere deel aan de Ironman Hawaï 2008.
In 2006 ging haar bedrijf pluimveeslachterij Rep en Rozendaal failliet wegens de gevolgen van de vogelgriep.

## Persoonlijke records
| Afstand    | Tijd    | Datum           | Baan   |
| ---------- | ------- | --------------- | ------ |
| 500 meter  | 44,3    | 15 januari 1971 | Davos  |
| 1000 meter | 1.30,5  | 16 januari 1971 | Davos  |
| 1500 meter | 2.19,50 | 15 januari 1972 | Inzell |
| 3000 meter | 4.54,27 | 16 januari 1972 | Inzell |

## Resultaten
| jaar | NK Kortebaan | NK Junioren B | NK Junioren A | NK Allround | EK Allround | WK Allround | WK Sprint | Olympische Spelen    |
| ---- | ------------ | ------------- | ------------- | ----------- | ----------- | ----------- | --------- | -------------------- |
| 1967 |              | Goud          |               |             |             |             |           |                      |
| 1968 |              | Goud          |               |             |             |             |           |                      |
| 1969 | 8e           |               | Zilver        | 11e         | -           | -           |           |                      |
| 1970 |              |               | Goud          | 7e          | -           | -           | -         |                      |
| 1971 |              |               |               | Brons       | 10e         | 10e         | 12e       |                      |
| 1972 |              |               |               | Brons       | 6e          | 5e          | 11e       | 500m: 20e 1000m: 24e |
| 1973 |              |               |               | Zilver      | Zilver      | Brons       | 6e        |                      |
| 1974 | 8e           |               |               | 5e          | -           | -           | -         |                      |
| 1978 | 7e           |               |               |             |             |             |           |                      |

## Nederlandse records
| Nr. | Afstand        | Tijd    | Datum             | Baan   |
| --- | -------------- | ------- | ----------------- | ------ |
| 1   | sprintvierkamp | 185.420 | 7/8 februari 1970 | Inzell |
| 2   | 500 m          | 44,3    | 15 januari 1971   | Davos  |

| Nr. | Afstand        | Tijd    | Datum                      | Baan       |
| --- | -------------- | ------- | -------------------------- | ---------- |
| 1   | 500 m          | 48,9    | 17 november 1967           | Heerenveen |
| 2   | 1000 m         | 1.36,4  | 11 februari 1969           | Inzell     |
| 3   | minivierkamp   | 197.483 | 8/9 februari 1969          | Inzell     |
| 4   | 1000 m         | 1.35,5  | 15 februari 1969           | Inzell     |
| 5   | 1500 m         | 2.27,2  | 16 februari 1969           | Inzell     |
| 6   | 1500 m         | 2.27,1  | 26 januari 1970            | Inzell     |
| 7   | 1000 m         | 1.33,3  | 28 januari 1970            | Inzell     |
| 8   | 1000 m         | 1.33,2  | 1 februari 1970            | Inzell     |
| 9   | minivierkamp   | 194.884 | 31 januari/1 februari 1970 | Inzell     |
| 10  | 1000 m         | 1.32,4  | 7 februari 1970            | Inzell     |
| 11  | sprintvierkamp | 185.420 | 7/8 februari 1970          | Inzell     |
| 12  | 1500 m         | 2.22,3  | 10 februari 1970           | Inzell     |
| 13  | minivierkamp   | 194.000 | 12/13 februari 1970        | Inzell     |